# Stanisław Zacharjasiewicz
Stanisław Anastazy Zacharjasiewicz vel Stanisław Zachariasiewicz, Stanisław Hurjewicz (ur. 1868, zm. 1933) – polski duchowny, biskup Polskiego Kościoła Narodowego w latach 1930-1933.

## Życiorys
Był duchownym rzymskokatolickim w archidiecezji warszawskiej. W 1915 r. został suspendowany za nieposłuszeństwo przez arcybiskupa Aleksandra Kakowskiego. Powodem miała być odmowa odprawiania nabożeństw za pomyślność Armii Imperium Rosyjskiego, przynależność do lewicy niepodległościowej i Komitetu Naczelnego Zjednoczonych Stronnictw Niepodległościowych. 
Po złożeniu skargi na decyzje ordynariusza skierowany na badania psychiatryczne. Zdiagnozowano u niego paranoję i w 1917 r. umieszczono w zakładzie dla umysłowo chorych w Tworkach. Po opuszczeniu szpitala nie powrócił do pracy księdza diecezjalnego. Wstąpił do Armii Austro-Węgier. Służył wśród Czechów. Odszedł z Kościoła katolickiego. Zabiegał bezskutecznie o przyjęcie w poczet duchowieństwa prawosławnego. Był też krótko kapłanem Starokatolickiego Kościoła Mariawitów.
Po I wojnie światowej otworzył poradnię medyczną w Warszawie, w której leczył pacjentów na choroby wewnętrzne i oczu. Podając się za dyplomowanego lekarza propagował metodę Kneippa. W 1921 r. został skazany za znachorstwo. W następnych latach jeszcze kilkakrotnie wchodził w zatarg z prawem, głównie z powodu oszustw.   
W 1922 r. wstąpił do Polskiego Narodowego Kościoła Katolickiego. Odszedł jednak z niego wraz z grupą, której przewodził Andrzej Huszno. W 1926 r. za zgodą Polskiego Autokefalicznego Kościoła Prawosławnego objął obowiązki proboszcza parafii warszawskiej rytu zachodniego i delegata Polskiego Narodowego Kościoła Prawosławnego w konsystorzu diecezji warszawsko-chełmskiej. Z czasem usamodzielnił się. Stał się w pełni autonomiczny wobec swoich przełożonych. Zaczął zarabiać na usługach matrymonialnych. Powołał parafię i własny konsystorz, których siedziba mieściła się przy ul. Wileńskiej 11 w Warszawie. Zajmował się przede wszystkim odpłatnym prowadzeniem spraw rozwodowych, udzielaniem rozwodów oraz błogosławieniem ślubów kościelnych parom tuż po rozwodzie. Jego proceder wywołał szybko oburzenie Polskiego Autokefalicznego Kościoła Prawosławnego i spotkał się zakazem tych praktyk.
W 1927 r. Stanisław Zacharjasiewicz odszedł z Polskiego Narodowego Kościoła Prawosławnego. Przeniósł swoją działalność do Wołomina, gdzie dalej zajmował się udzielaniem rozwodów i błogosławieniem małżeństw osób rozwiedzionych. Ogłosił się zwierzchnikiem Polskiego Kościoła Narodowego. Pod koniec 1930 r. wyjechał do Pragi, gdzie podporządkował się jurysdykcji modernistycznego Kościoła Czechosłowackiego. 10 grudnia 1930 r. został nominowany i ordynowany biskupem przez patriarchę CČS, Gustawa Procházkę. Prowadził misję CČS wśród Czechów wołyńskich, która był konkurencyjna wobec działalności Kościoła Prawosławnego Czechosłowacji na Wołyniu.
Z czasem ponownie stwierdzono u niego objawy choroby psychicznej. Został pacjentem szpitala św. Jana Bożego w Warszawie. Zmarł w 1933 r. w szpitalu Przemienienia Pańskiego w Warszawie. Po śmierci rodzina odmówiła odbioru jego ciała i pogrzebania. Z uwagi, że nikt się po nie zgłosił, przekazano je do celów naukowych. Zostało ono zakonserwowane w formalinie i stało się preparatem w gabinecie anatomii opisowej Zakładu Anatomii Wydziału Lekarskiego Uniwersytetu Warszawskiego. W sprawie interweniował wówczas proboszcz warszawskiej parafii św. Jozafata, Mieczysław Krygier. Wyjednał on u arcybiskupa warszawskiego zgodę na godny pochówek zwłok duchownego. Odzyskane z Uniwersytetu szczątki poskładano i pochowano na Cmentarzu Bródnowskim w kwaterze dla bezwyznaniowców i odstępców.